# Fabio De Agostini (Dramatiker)
Fabio De Agostini (* 12. Dezember 1933 in Bellinzona) ist ein italienischsprachiger Schweizer Dramatiker, Filmregisseur und Dokumentarfilmer, der in Rom lebt.

## Werke (Auswahl)
Bühnenwerke:
- Giorno dopo notte giorno dopo, 1965
- Kriminal Play, 1965
- La colpa di telefono, 1968
- E del potere le segrete stanze, 1973
- Come i raggi al sole, 1978
- I vostri giorni, 1980
- Viaggio di controllo, 1976
- Notturno simbolico, 1990
- Angelo de Stoppani identità del Canton Ticino, 1991

Ausgaben:
- Teatro di frontiere, 1993
- Teatro Due. Altre frontiere, 1998